# لونژین
لونژین (به فرانسوی: Longines) سازندهٔ ساعت‌های لوکس بالاردهٔ سوئیسی می‌باشد که در سال ۱۸۳۲ میلادی توسط آگوست اگسیز (Auguste Agassiz) و در شهر Saint-Imier سوئیس تاسیس شد. 
لونژین یکی از قدیمی‌ترین شرکت‌های ساعت‌سازی‌ به شمار می‌آید و نشان ساعت شنی بالدار آن، کهن‌ترین نماد تجاری ثبت شده در جهان است که همچنان بدون تغییر مورد استفاده قرار می‌گیرد. 
لونژین همچنین از شناخته‌شده‌ترین و محبوب‌ترین برندهای تولید ساعت‌های لوکس در دنیا است و از لحاظ درآمد سالیانه در بین 5 شرکت نخست این زمینه به شمار می‌رود.
این شرکت هم‌اکنون یکی از زیرمجموعه‌های گروه سواچ می‌باشد.

## لونژین در دنیای ورزش
لونژین عهده‌دار زمانداری نخستین مسابقات المپیک جهان در سال ۱۸۹۶ بود.
از جمله همکاری‌های دیگر لونژین در دنیای ورزش می‌توان به موارد زیر اشاره نمود:
- ساخت اولین دستگاه برای نمایش زمان دقیق عبور از خط پایان در رشته سوارکاری در سال ۱۹۵۲
- سیستم زمان بندی خودکار و بی سیم برای فدراسیون ژیمیناستیک سوییس در سال ۱۹۱۲
- مسابقات قهرمانی فرمول یک در دهه ۱۹۸۰ میلادی
- ساعت نگهدار رسمی مسابقات جام جهانی اسکی آلپاین ۲۰۰۷-۲۰۰۶
- وقت نگهدار رسمی مسابقات تنیس فرانسه از سال ۲۰۰۷
- جام کرملین و مسابقات ژاپن از سال ۲۰۰۹
- حمایت از آندره آغاسی یکی از پرافتخارترین قهرمانان تنیس دنیا
- ۳۱ بار زمان‌داری مسابقات تور دو فرانس

## سری ساعت‌های لونژین
برخی سری ساعت‌های مشهور لونژین عبارتند از:
- Conquest
- HydroConquest
- Longines Master Collection
- Longines Evidenza
- Longines DolceVita
- Longines Spirit

## افراد مشهور
از افراد مشهور دارای ساعت‌های لونژین می‌توان به آدری هپبورن، هامفری بوگارت، کیت ویسنلت، سایمون بیکر، میکائلا شیفرین و بسیاری افراد دیگر اشاره نمود.